# Курган (охоронний № 7804)
Курган (охоронний № 7804) розташований у Покровському районі м. Кривого Рогу неподалік розвилки доріг на Дніпропетровськ та в'їзду в Довгинцівський район, у лісосмузі.

## Передісторія
Курган було виявлено у 2000 році археологом О. О. Мельником. Відноситься до епохи бронзи.

## Пам'ятка
Насип був знівельований у 2003 році при прокладенні автомобільної дороги, яка пройшла через його центр. Насип простежується по пологому підйому асфальтової дороги шириною 5 м і пішохідної доріжки шириною 1 м, яка знаходиться в 4 м на захід від дороги. Центр насипу знаходився біля сучасного стовпа лінії електропередач № 12. Частина насипу знаходиться в лісопосадці із західної сторони.